# Dowództwo Połączonych Sił Cieśnin Bałtyckich i Bałtyku Zachodniego COMBALTAP
Dowództwo Połączonych Sił Cieśnin Bałtyckich i Bałtyku Zachodniego (ang. Allied Forces Baltic Approaches COMBALTAP) – nieistniejące już jedno z dowództw taktyczno-operacyjnych NATO.

## Formowanie i zmiany organizacyjne
W kwietniu 1951 generał Dwight Eisenhower podpisał rozkaz powołujący Naczelne Dowództwo Połączonych Sił Sojuszniczych NATO w Europie (ACE). Obszar Europy podzielono na trzy teatry działań wojennych:
- Północnoeuropejski Teatr Działań Wojennych
- Centralny (Środkowoeuropejski) Teatr Działań Wojennych
- Południowoeuropejski Teatr Działań Wojennych

Konsekwencją rozkazu było powołanie Dowództwa Połączonych Sił Sojuszniczych Europy Północnej AFNORD. Nowo utworzone dowództwo przejęło kompetencje rozwiązanej Regionalnej Grupy Planowania Europy Północnej.
W kwietniu 1958 zatwierdzono plan rozbudowy sił sojuszu MC-70. W następstwie wzrostu w strategicznych planach Sojuszu rangi północnej flanki Europejskiego Teatru Wojny, a w niej rejonu Cieśnin Bałtyckich, w 1962 utworzono Dowództwo Połączonych Sił Cieśnin Bałtyckich i Bałtyku Zachodniego COMBALTAP, któremu podporządkowano wszystkie niemieckie siły morskie stacjonujące w bazach morskich Zatoki Helgolandzkiej, Zatoki Kilońskiej i Meklemburskiej, wydzielone niemieckie siły lądowe i siły powietrzne, a także siły zbrojne Danii. Jednocześnie rozwiązano Dowództwo Połączonych Sił Morskich Europy Centralnej (NAVCENT) z podległymi dwoma Dowództwami (NAVNORCENT i NORSEACENT)

Nowo powstałe dowództwo COMBALTAP odpowiadało za obronę Danii, Szlezwik-Holsztynu i Hamburga, południowo-zachodniej część Morza Bałtyckiego (do południka 16° na wschód od Bomholmu), cieśnin: Sund, Wielki i Mały Bełt, Kattegat, Skagerrak oraz wschodniej części Morza Północnego, a także przestrzeni powietrznej nad wymienionymi rejonami. Zachodnią granicę strefy stanowił południk 5° szerokości wschodniej. Samo dowództwo i sztab obsadzone było w jednej trzeciej przez żołnierzy niemieckich, w jednej trzeciej przez duńskich, pozostałą trzecią część stanowili Amerykanie, Brytyjczycy, Kanadyjczycy i Norwegowie.
Głównym zadaniem nowo utworzonego Dowództwa była obrona Cieśnin Bałtyckich przed ewentualnym wysadzeniem na wyspy duńskie desantu morskiego i blokada Floty Bałtyckiej na Morzu Bałtyckim.

 Dowódcą BALTAP-u był zawsze duński wiceadmirał (generał), natomiast zastępcą wiceadmirał niemiecki.

Według oceny strategów NATO, będące w dyspozycji dowódcy BALTAP-u siły RFN i Danii były dalece niewystarczające by pokonać wojska Układu Warszawskiego. Dlatego też planowano ich wzmocnienie dwoma amerykańskimi grupami lotniskowcowymi (Z.O. 401 i Z.O. 402) oraz ZOB USA (Z.O. 101.1) operującymi na Morzu Północnym i Morzu Norweskim. Wzmocnienie stanowiły też wydzielone siły morskie Norwegii (Z.O. 461) operujące w rejonie cieśnin Skagerrak i Kattegat. Dodatkowo rejon cieśnin wzmacniało około 50 tys. żołnierzy amerykańskiej piechoty morskiej i lotnictwo 2 PTSP.
Pierwszą próbą zdolności do wykonywania zadań  było ćwiczenie sił morskich Republiki Federalnej Niemiec i Danii przeprowadzone na Bałtyku w dniach 20–31 sierpnia 1962. Wzięło w nim udział 15 000 ludzi, 30 okrętów wojennych oraz część niemieckiej 6 Dywizji Zmechanizowanej. Ćwiczenie pod kryptonimem Doorkeepef (Odźwierny), miało na celu blokowanie wyjść z Bałtyku z jednoczesnym symulowaniem operacji desantowej na wybrzeża NRD i Polski.
12 grudnia 1991 NATO zatwierdziło Dyrektywę Komitetu Wojskowego do wojskowej implementacji Sojuszniczej Koncepcji Strategicznej MC-400. Podjęte decyzje w zakresie restrukturyzacji zintegrowanych struktur dowodzenia NATO dotyczyły przede wszystkim Europejskiego TW. W styczniu 1994 Dowództwo Połączonych Sił Cieśnin Bałtyckich i Bałtyku Zachodniego zostało wyłączone ze struktur Dowództwa Połączonych Sił Sojuszniczych Europy Północnej AFNORTH i podporządkowane Dowództwu Połączonych Sił Sojuszniczych Europy Centralnej AFCENT. Likwidacji uległo Dowództwo Połączonych Sił Powietrznych CB i BZ COMAIRBALTAP, a funkcje i zadania przekazano nowo utworzonemu Połączonemu Stanowisku Dowodzenia Lotnictwa Taktycznego i Obrony Powietrznej 1 CAOC w Finderup.
W tym też czasie zlikwidowano Dowództwo Połączonych Sił Morskich Cieśnin Bałtyckich i Bałtyku Zachodniego COMNAVBALTAP.

## StrukturaCOMBALTAP
w latach 60. XX w.

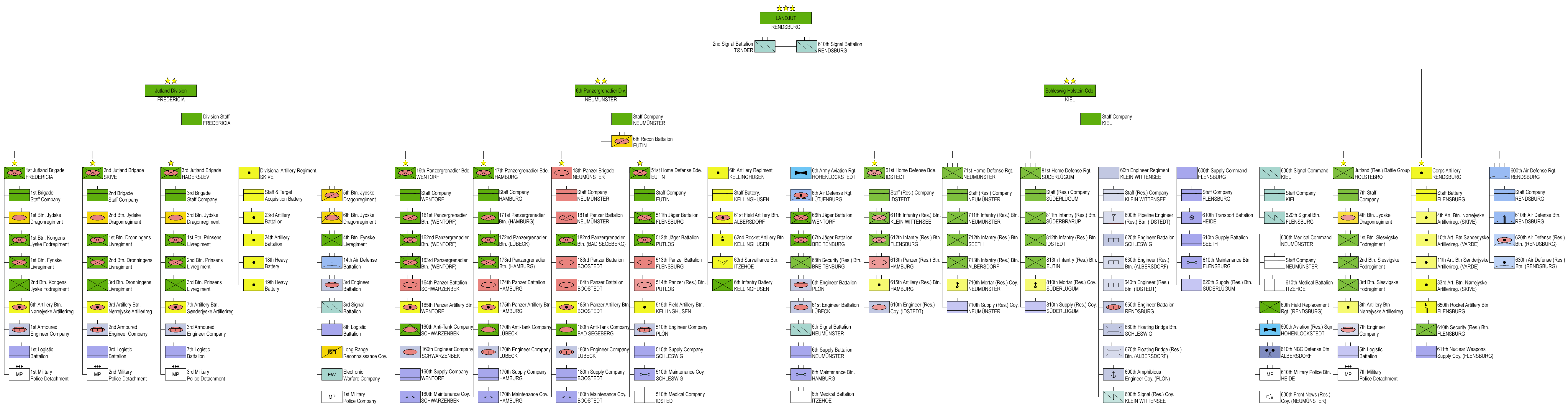
Struktura COMLANDJUT w 1989

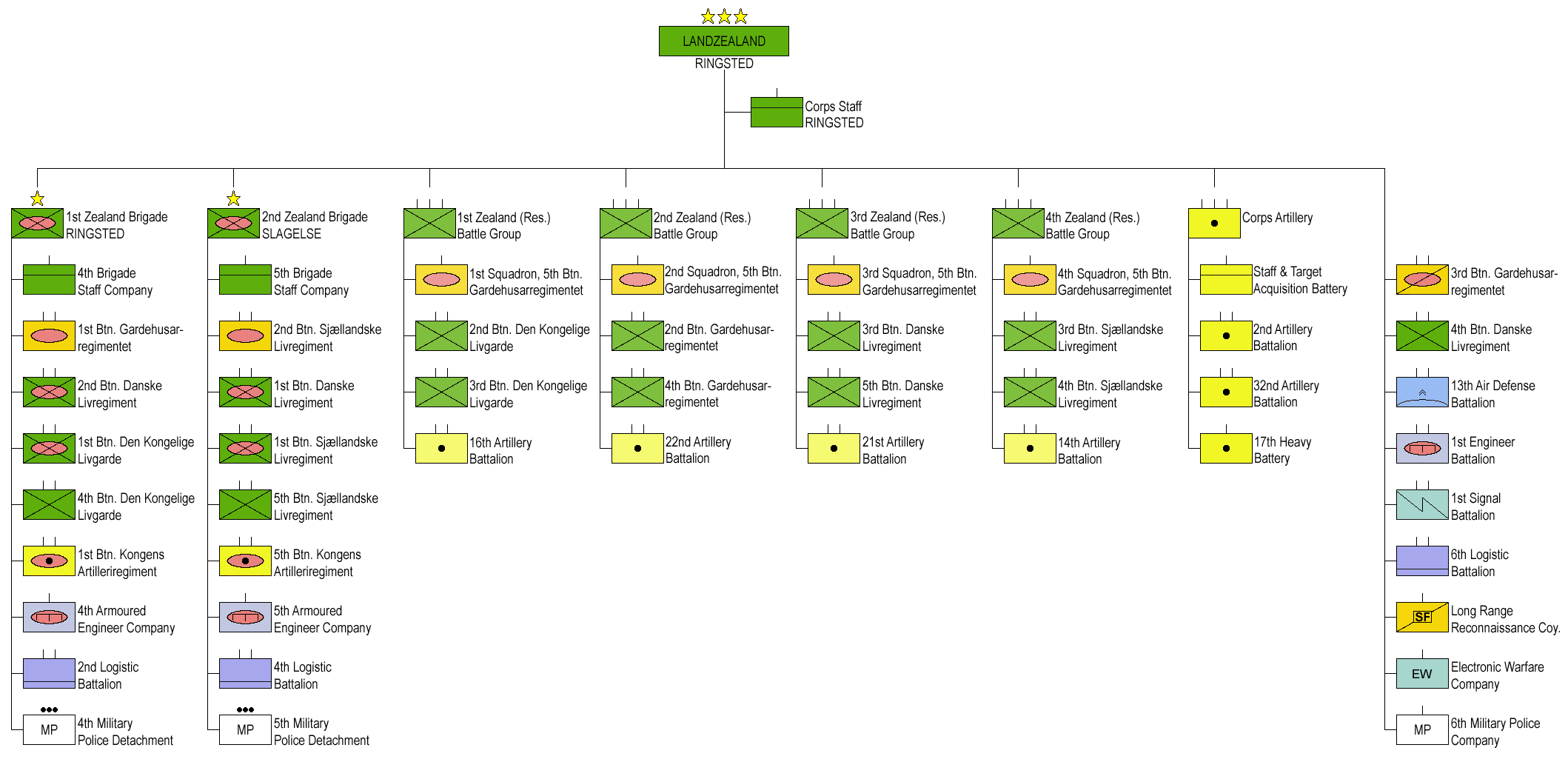
Struktura LANDZEALAND w 1989

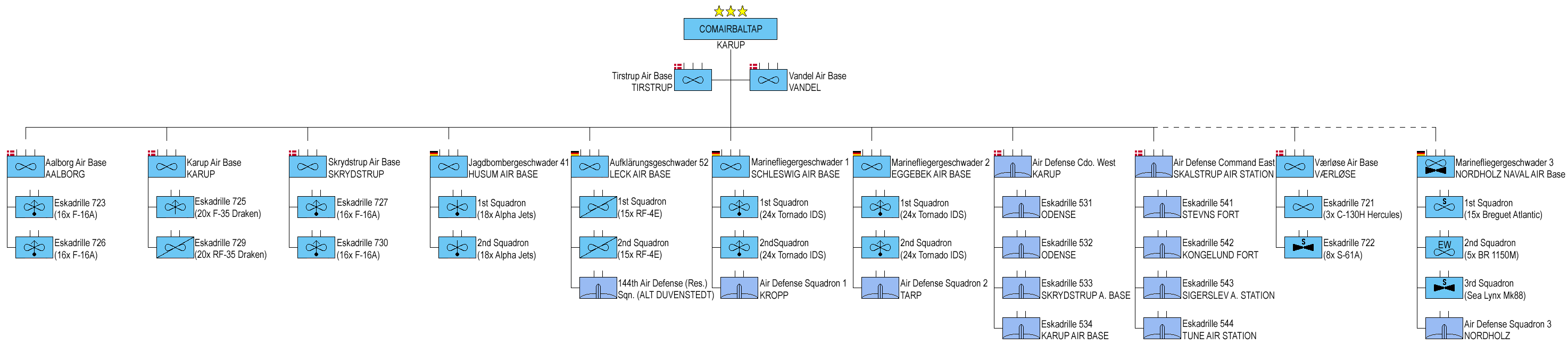
Struktura AIRBALTAP w 1989

- Dowództwo Połączonych Sił Cieśnin Bałtyckich i Bałtyku Zachodniego COMBALTAP – Karup (Dania)
  - Dowództwo Połączonych Sił Lądowych Szlezwik-Holsztynu, Jutlandii i wyspy Fioni COMLANDJUT – Rendsburg (Dania)[c]
  - Dowództwo Połączonych Sił Lądowych Zelandii COMLANDZEALAND[d] – Ringstedt (Dania)
  - Dowództwo Połączonych Sił Powietrznych Cieśnin Bałtyckich i Bałtyku Zachodniego COMAIRBALTAP[c] – Karup
  - Dowództwo Połączonych Sił Morskich Cieśnin Bałtyckich i Bałtyku Zachodniego COMNAVBALTAP[c] – Karup

w latach 80. XX w.
- Dowództwo Połączonych Sił Zbrojnych Cieśnin Bałtyckich i Bałtyku Zachodniego COMBALTAP – Karup (Dania)
  - Dowództwo Połączonych Sił Lądowych Szlezwik-Holsztynu, Jutlandii i wyspy Fioni COMLANDJUT – Rendsburg (Dania)
    - Jutlandzki Korpus Armijny JKA
    - siły wzmocnienia USA i WB
      - dywizja piechoty morskiej USA
      - dywizja piechoty morskiej WB

  - Dowództwo Połączonych Sił Lądowych Zelandii COMLANDZEALAND – Ringstedt (Dania)
    - Dowództwo Obrony Bornholmu COMBORNHOLM
    - Dowództwo Wschodniego Okręgu Wojskowego
      - 1 Brygada Zmechanizowana
      - 2 Brygada Zmechanizowana

  - Dowództwo Połączonych Sił Powietrznych Cieśnin Bałtyckich i Bałtyku Zachodniego COMAIRBALTAP – Karup
    - Siły Powietrzne Danii
      - 721 eskadra lotnictwa myśliwsko-bombowego – Aalborg
      - 723 eskadra lotnictwa myśliwsko-bombowego – Aalborg
      - 725 eskadra lotnictwa myśliwsko-bombowego – Karup
      - 726 eskadra lotnictwa myśliwsko-bombowego – Aalborg
      - 727 eskadra lotnictwa myśliwsko-bombowego – Skrydstrup
      - 729 eskadra lotnictwa myśliwsko-bombowego – Karup
      - 730 eskadra lotnictwa myśliwsko-bombowego – Skrydstrup
      - Grupa Obrony Powietrznej (8 baterii „Hawk”) – Skrydstrup

    - Siły Powietrzne Niemiec
      - 41 skrzydło lotnictwa myśliwsko-bombowego – Husum
      - 52 skrzydło lotnictwa rozpoznawczego – Leck
      - 3 pułk rakiet przeciwlotniczych „Hawk”  – Helide

    - niemiecka Dywizja Lotnictwa Myśliwskiego 
      - 1 skrzydło lotnictwa myśliwsko-bombowego – Jagel
      - 2 skrzydło lotnictwa myśliwsko-bombowego – Eggebek
      - 3 skrzydło lotnictwa ZOP – Nordholtz
      - 5 skrzydło lotnictwa Pom – Kiel

  - Dowództwo Połączonych Sił Morskich Cieśnin Bałtyckich i Bałtyku Zachodniego COMNAVBALTAP – Karup
    - ZO 500 – Bałtyk Zachodni
      - niemiecka 2 eskadra kutrów rakietowych
      - niemiecka 3 eskadra kutrów rakietowych
      - niemiecka 5 eskadra kutrów rakietowych
      - niemiecka 7 eskadra kutrów rakietowych
      - niemiecka 1 eskadra trałowców
      - niemiecka 3 eskadra trałowców
      - niemiecka 5 eskadra trałowców
      - niemiecka 7 eskadra trałowców
      - niemiecka 1 eskadra zaopatrzenia
      - niemiecka eskadra ścigaczy OP
      - niemiecka grupa okrętów desantowych

    - ZO 420 – Bałtyk Zachodni
      - duńska eskadra fergat
      - duńska 1 eskadra kutrów rakietowych
      - duńska eskadra trałowców
      - duńska 3 eskadra SM
      - duński dywizjon MS

    - ZO 457 – Bałtyk Środkowy
      - niemiecka 1 eskadra OP
      - niemiecka 3 eskadra OP
      - duńska eskadra OP

    - ZO 445 – Morze Północne
      - eskadra obrony przeciwminowej
      - 2 eskadra zaopatrzenia

    - ZO 501 – Morze Północne
      - niemiecka 1 eskadra niszczycieli rakietowych
      - niemiecka 2 eskadra niszczycieli rakietowych
      - niemiecka 4 eskadra fregat rakietowych

## DowódcyCOMBALTAP
| Stopień, imię i nazwisko          | Czasokres |
| --------------------------------- | --------- |
| gen. ltn.Tage Andersen            | 1962–1963 |
| gen. ltn. Eigil Wolff             | 1963–1969 |
| wiceadm. Adam Helms               | 1970–1975 |
| gen. ltn. Christian Vegger        | 1976–1980 |
| gen. ltn. Otto K. Lind            | 1980–1984 |
| gen. ltn. Niels-Aage Rye-Andersen | 1984–1987 |
| gen. ltn. Poul Thorsen            | 1987–1988 |
| gen. ltn. Bent E. Amled           | 1988–1990 |
| gen. ltn. M.V. Hansen             | 1990–1993 |
| gen. ltn. Kjeld Hillingsø         | 1993–1995 |
| wiceadm. Knud Borck               | 1995–2000 |
| gen. ltn. Ove Høegh-Guldberg Hoff | 2000–2002 |
| gen. ltn. Jan Scharling           | 2002–2004 |